# 皮耶穆瓦讷
皮莱穆万（法語：Pillemoine）是法国汝拉省的一个市镇，属于隆莱索涅区（Lons-le-Saunier）尚帕尼奥勒县（Champagnole）。该市镇总面积4.69平方公里，2009年时的人口为62人。

## 人口
皮莱穆万人口变化图示